# فاجعه مالتوسی
فاجعه مالتوسی (انگلیسی: Malthusian catastrophe) پیش‌بینی‌ای است که می‌گوید رشد جمعیت از تولیدات کشاورزی بیشتر خواهد شد — که انسان‌های زیادی خواهند بود ولی غذای کافی نخواهد بود.